# Rebeca Quinteros
Rebeca Lissette Quinteros Ortíz (28 de agosto de 1997) es una nadadora salvadoreña. 

## Carrera deportiva
Compitió en el evento de estilo libre femenino de 400 metros en los Juegos Olímpicos de Río de Janeiro de 2016.  Su tiempo fue de poco menos de cinco minutos en un evento que ganó Katie Ledecky.  En 2014, representó a El Salvador en los Juegos Olímpicos de la Juventud de 2014 celebrados en Nankín, China.